# Металлург Запсиба
Металлург Запсиба — городская газета в Новокузнецке, издаваемая с 1964 года по 2006 (2010) годы, одна из самых крупных по тиражу в городе Новокузнецке. В частности, газета освещала работу и жизнь сотрудников крупнейшего в городе предприятия ЗСМК.

## Редакторы
- Дмитрий Степанович Синютин
- Аркадий Петрович Мальцев
- Анна Ивановна Гвоздова
- Анна Григорьевна Швагина